# Pieśni szczurołapa
Pieśni szczurołapa – tom poetycki Władysława Sebyły wydany w 1930.
Tom zawiera cztery cykle utworów: Pieśni szczurołapa, Wiersze o wojnie, Modlitwa, Ryby na piasku. Cykl Modlitwa był opublikowany wcześniej w 1927 w wydanym wspólnie z Aleksandrem Maliszewskim tomie Poezje. Wiersze całego tomu odwołują się do poetyki ekspresjonizmu. Obecne są w nich także wątki katastroficzne, pacyfistyczne i antyklerykalne. Cykl Modlitwa zawiera utwory ukazujące ludzi słabych i skrzywdzonych, nawiązujące do mizerabilizmu. Tom ukazał się w Warszawie w księgarni Ferdynanda Hoesicka.